# Abaco (architettura)
L'abaco (dal latino abacus, a sua volta dal greco antico: ἀβαξ?, ábax, "tavoletta") è una parte del capitello degli ordini architettonici classici che ne costituisce la terminazione superiore, completando la funzione di mediazione del capitello stesso tra l'architrave sostenuto, parallelepipedo, e il sostegno del fusto della colonna, cilindrico.
Per analogia, può chiamarsi con lo stesso nome la terminazione superiore di mensole e balaustre.

## L'abaco nei capitelli greci e romani
Nel corso dei secoli, l'abaco ha assunto stili e proporzioni differenti.

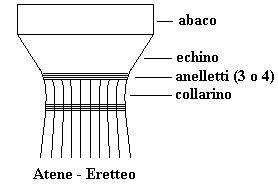
Capitello in stile dorico

Nei capitelli dorici l'abaco è un semplice parallelepipedo di pianta quadrata a facce piane; nei tipi da esso derivati, come il capitello tuscanico, i lati possono essere arricchiti da modanature di coronamento. 
Nei capitelli dorici con echino decorato, presenti in epoca romana, anche i lati dell'abaco possono ricevere una decorazione.

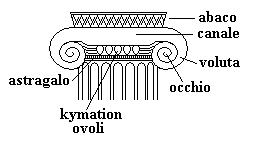
Capitello in stile ionico

Nei capitelli ionici l'abaco, che tende ad essere più sottile, conserva una pianta quadrata, mentre i lati sono modanati a ovolo liscio e a volte intagliati con decorazioni.
Nei capitelli corinzi, l'abaco si presenta in pianta come un quadrilatero con i lati concavi, occupati al centro dal "fiore dell'abaco". I lati sono generalmente modanati con un piccolo ovolo sopra un cavetto (modanatura concava a quarto di cerchio), distinti da un sottile listello. Una o entrambe le modanature possono essere decorate. Secondo il racconto che spiega l'invenzione di questa tipologia di capitello, l'abaco deriverebbe dalla tavoletta posta a coperchio del cesto intorno a cui era cresciuta una pianta di acanto.
I capitelli compositi sono costituiti da un capitello ionico a quattro facce che si sovrappone ad un kalathos corinzio: l'abaco sovrapposto alla parte ionica è ripreso da quello dei capitelli corinzi.

## L'abaco nei capitelli posteriori all'antichità classica
Al termine del periodo romano, il mutamento della funzione portante del capitello, in seguito all'introduzione dei colonnati ad arcate invece che con architravi, provoca l'irrobustimento dell'abaco e quindi lo sviluppo di un nuovo elemento: il pulvino, o imposta, ossia un elemento troncopiramidale che si sovrappone e a volte si fonde con l'abaco vero e proprio (in particolare nei capitelli ionici), e che strutturalmente costituisce le reni delle due arcate poggianti sulla colonna. Questo sviluppo influenzerà, nel Medioevo, la successiva architettura romanica.
Nel Rinascimento, l'abaco recupera stile e proporzioni tipici del periodo classico.
Nelle architetture moderne, l'abaco è quasi del tutto scomparso.